# Пишман
 Тази статия е за бившето село в Република Гърция.  За селото в Турция вижте Пишман (вилает Родосто).  
Пишман, още Пишмен или Пишманкьой (на гръцки: Πεσσάνη), е обезлюдено село в Западна Тракия, Гърция, дем Софлу.

## История
В XIX век Пишман е българско село във Ференската кааза в Одринския вилает на Османската империя. Според „Етнография на вилаетите Адрианопол, Монастир и Салоника“, издадена в Константинопол в 1878 година и отразяваща статистиката на населението от 1873 година, Пишман (Pichman) има 180 домакинства и 825 жители българи.
Според статистиката на професор Любомир Милетич в 1912 година в селото живеят 185 български екзархийски семейства.
При избухването на Балканската война в 1912 година 4 души от Пишман са доброволци в Македоно-одринското опълчение.
Запазени са сведения за революционното движение в Тракия от 16 март 1923 г. относно кръвопролитно сражение край селото между българскиа чета и гръцка редовна войска.

## Личности
Родени в Пишман
- Тодор Василев, македоно-одрински опълченец, 4 рота на 10 прилепска дружина, 3 рота на 11 сярска дружина[5]
- Атанас Николов, македоно-одрински опълченец, четата на Димо Николов[6]
- Коста Русев, македоно-одрински опълченец, 4 рота на 10 прилепска дружина, 3 рота на 11 сярска дружина, кръст „За военна заслуга“ VI ст.[7]
- Стамо Стоянов, македоно-одрински опълченец, 3 рота на 9 велешка дружина[8]